# Dipleurosoma collapsum
Dipleurosoma collapsum är en nässeldjursart som först beskrevs av Mayer 1900.  Dipleurosoma collapsum ingår i släktet Dipleurosoma och familjen Dipleurosomatidae. Inga underarter finns listade i Catalogue of Life.